# Lisa Fruchtman
Lisa Fruchtman (agosto de 1948) é um editor estadunidense. Venceu o Oscar de melhor montagem na edição de 1984 por The Right Stuff, ao lado de Glenn Farr, Tom Rolf, Stephen A. Rotter e Douglas Stewart.